# Brabant East Swimming Team
Het Brabant East Swimming Team (BEST) is een Belgisch zwemteam en was een sportief samenwerkingsverband uit de regio Oost-Brabant (Vlaams-Brabant, België) tussen de competitiezwemmers van de zwemclubs AEGIR (actief in Diest en Scherpenheuvel) en Leuven Aquatics uit Leuven. BEST vormt een aparte vzw, waarin enkele afgevaardigden van beide moederclubs zetelen. Momenteel blijft enkel de zwemclub AEGIR uit Diest deel uitmaken van de BEST samenwerking.

## Ontstaan en geschiedenis
In 2001 werd het Brabant East Swimming Team (BEST) opgericht onder 4 zwemverenigingen uit het oosten van Vlaams-Brabant: Landense zwemvereniging Zwemmen (LSVZ), Sporty Leuven, Leuven Aquatics (toen de Koninklijke Leuvense Zwemclub KLZC) en AEGIR Diest. De oprichting kaderde in de doelstelling om vanuit onze regio mee te draaien met sterke aflossingen op nationaal vlak tegen toenmalige topclubs zoals MZV (nu deel van Meetjeslandse en Gentse Alliantie MEGA). Al gauw werd het voorbeeld gevolgd en begonnen ook andere clubs in België samen te werken in het kader van de Belgische (Jeugd-) Kampioenschappen, met als bekendste voorbeeld het Antwerpse BRABO.
In het jaar 2006 verliet de Landense zwemvereniging LSVZ de BEST-samenwerking, ondanks de zeer positieve sportieve resultaten de jaren voordien. In 2006 werd er vanuit de Leuvense sportraad aangestuurd op een fusie van de competitieafdelingen van de Leuvense zwemclubs zodat het zwemwater efficiënter kon worden verdeeld. De competitiezwemmers van Sporty en KLZC fusioneerden tot BEST Leuven. BEST Leuven maakte samen met AEGIR deel uit van de BEST-samenwerking, die de jaren daarna op nationaal niveau de sterke jeugdprestaties doortrok naar de seniorencategorie en zich vestigde bij de absolute top in het Belgische competitiezwemmen in alle categorieën. Na bijna 6 jaar werd op 1 januari 2012 de fusieclub BEST Leuven opgedoekt en splitste Sporty zich af van de BEST-samenwerking. Begin 2016 besloot ook LAQUA zich af te scheiden van de samenwerking en bleef enkel AEGIR deel uitmaken van de BEST samenwerking.

## Bekende atleten
- Lander Hendrickx
- Ken Cortens (medaillewinnaar bij de Europese Kampioenschappen in Berlijn, 2014)
- Jolien Vermeylen
- Alexis Borisavljevic
- Valentin Borisavljevic
- Jovanna Koens